# تسوكاسا نيشيكاوا
تسوكاسا نيشيكاوا (باليابانية: 西川 司) (مواليد 22 مايو 1985)، هو لاعب كرة قدم كان يلعب كلاعب وسط.